# Salpa younti
Salpa younti är en ryggsträngsdjursart som beskrevs av van Soest 1973. Salpa younti ingår i släktet Salpa och familjen bandsalper. Inga underarter finns listade i Catalogue of Life.